# Studeno, Postojna
Studeno este o localitate din comuna Postojna, Slovenia, cu o populație de 297 de locuitori.